# جائزة إيطاليا الكبرى 1993
جائزة إيطاليا الكبرى 1993 هو سباق فورمولا 1 أقيم بتاريخ 12 سبتمبر 1993 في حلبة مونزا، إيطاليا. كان الثالث عشر من أصل 16 في بطولة العالم لسباقات الفورمولا واحد موسم 1993. حلّ البريطاني دايمون هيل أولا بينما جاء الفرنسي جان إليزي في المركز الثاني وحصل على المركز الثالث مايكل اندريتي.

## وصلات خارجية
- الموقع الرسمي